# Grand Prix automobile de Grande-Bretagne 1970
Résultats du Grand Prix de Grande-Bretagne de Formule 1 1970 qui a eu lieu sur le circuit de Brands Hatch le 18 juillet 1970.

## Classement
| Pos  | N° | Pilote               | Écurie             | Tours | Temps/Abandon     | Grille | Points |
| ---- | -- | -------------------- | ------------------ | ----- | ----------------- | ------ | ------ |
| 1    | 5  | Jochen Rindt         | Lotus-Ford         | 80    | 1 h 57 min 02 s 0 | 1      | 9      |
| 2    | 17 | Jack Brabham         | Brabham-Ford       | 80    | + 32 s 9          | 2      | 6      |
| 3    | 9  | Denny Hulme          | McLaren-Ford       | 80    | + 54 s 4          | 5      | 4      |
| 4    | 4  | Clay Regazzoni       | Ferrari            | 80    | + 54 s 8          | 6      | 3      |
| 5    | 16 | Chris Amon           | March-Ford         | 79    | + 1 tour          | 17     | 2      |
| 6    | 14 | Graham Hill          | Lotus-Ford         | 79    | + 1 tour          | 22     | 1      |
| 7    | 2  | François Cevert      | March-Ford         | 79    | + 1 tour          | 14     |        |
| 8    | 28 | Emerson Fittipaldi   | Lotus-Ford         | 78    | + 2 tours         | 21     |        |
| 9    | 27 | Ronnie Peterson      | March-Ford         | 72    | + 8 tours         | 13     |        |
| Nc.  | 29 | Pete Lovely          | Lotus-Ford         | 69    | Non classé        | 23     |        |
| Abd. | 10 | Dan Gurney           | McLaren-Ford       | 60    | Pression d'huile  | 11     |        |
| Abd. | 22 | Pedro Rodríguez      | BRM                | 58    | Accident          | 15     |        |
| Abd. | 23 | Jackie Oliver        | BRM                | 54    | Moteur            | 4      |        |
| Abd. | 1  | Jackie Stewart       | March-Ford         | 52    | Embrayage         | 8      |        |
| Abd. | 20 | John Surtees         | Surtees-Ford       | 51    | Pression d'huile  | 19     |        |
| Abd. | 8  | Henri Pescarolo      | Matra              | 41    | Accident          | 12     |        |
| Abd. | 7  | Jean-Pierre Beltoise | Matra              | 24    | Roue              | 10     |        |
| Abd. | 26 | Mario Andretti       | March-Ford         | 21    | Suspension        | 9      |        |
| Abd. | 15 | Jo Siffert           | March-Ford         | 19    | Suspension        | 20     |        |
| Abd. | 6  | John Miles           | Lotus-Ford         | 15    | Moteur            | 7      |        |
| Abd. | 24 | George Eaton         | BRM                | 10    | Pression d'huile  | 16     |        |
| Abd. | 3  | Jacky Ickx           | Ferrari            | 6     | Transmission      | 3      |        |
| Np.  | 11 | Andrea de Adamich    | McLaren-Alfa Romeo | 0     | Fuite d'essence   | 18     |        |

Légende :
- Abd.=Abandon

## Pole position et record du tour
- Pole position : Jochen Rindt en 1 min 24 s 8 (vitesse moyenne : 181,061 km/h). Temps égalé par Jack Brabham en qualifications.
- Tour le plus rapide : Jack Brabham en 1 min 25 s 9 au 70e tour (vitesse moyenne : 178,743 km/h).

## Tours en tête
- Jacky Ickx 6 (1-6)
- Jochen Rindt 63 (7-68 / 80)
- Jack Brabham 11 (69-79)

## À noter
- 5e victoire pour Jochen Rindt.
- 40e victoire pour Lotus en tant que constructeur.
- 32e victoire pour Ford Cosworth en tant que motoriste.